# 4254 Kamel
4254 Kamel је астероид главног астероидног појаса чија средња удаљеност од Сунца износи 2,615 астрономских јединица (АЈ).
Апсолутна магнитуда астероида је 11,7.